# Konwencja wiedeńska o sukcesji państw w stosunku do traktatów
Konwencja wiedeńska o sukcesji państw w stosunku do traktatów – umowa międzynarodowa podpisana 23 sierpnia 1978 roku w Wiedniu. Konwencja dotyczy uregulowania kwestii związanych z sukcesją państw, a jej depozytariuszem został Sekretarz Generalny ONZ.
Do państw, które powstały poprzez dekolonizację terytoriów zależnych, konwencja przyjęła teorię tabula rasa, zgodnie z którą nowo powstałe państwo z zasady nie jest związane wcześniejszymi umowami międzynarodowymi. W stosunku do państw, które powstały przez zjednoczenie istniejących państw konwencja przyjęła zasadę kontynuacji zobowiązań umownych.